# Takuya Tsukahara
Takuya Tsukahara (塚原 琢哉, Tsukahara Takuya, né en 1937) est un photographe japonais, lauréat du « prix annuel » de l'édition 1975 des prix de la Société de photographie du Japon.